# Argos Volley 2017-2018
Questa voce raccoglie le informazioni riguardanti l'Argos Volley nelle competizioni ufficiali della stagione 2017-2018.

## Stagione
Nella stagione 2017-18 l'Argos Volley assume la denominazione sponsorizzata di Biosì Indexa Sora.
Partecipa per la seconda volta alla Superlega; chiude la regular season di campionato al tredicesimo posto in classifica, qualificandosi per i play-off 5º posto: viene eliminata agli ottavi di finale dalla Callipo.
In Coppa Italia è eliminata ai sedicesimi di finale dalla Powervolley Milano.

## Organigramma societario
Area direttiva
- Presidente: Enrico Vicini
- Vicepresidente: Ubaldo Carnevale
- Segreteria generale: Antonella Evangelista
- Segreteria settore giovanile: Roberta Velocci
- General manager: Admirim Lami
- Team manager: Attilio Roccatani
- Consulente tecnico: Luca Giannetti
- Magazzino: Viktoria Guchgeldyeva
- Consulente legale: Mario Cioffi
- Interprete: Pamela Cellupica

Area tecnica
- Allenatore: Mario Barbiero
- Allenatore in seconda: Maurizio Colucci
- Scout man: Stefano Frasca
- Video man: Franco Vicini
- Allenatore settore giovanile: Martina Cancelli, Vittorio Giacchetti, Chiara Ottaviani, Salvatore Pica
- Responsabile settore giovanile: Alessandro Tiberia

Area comunicazione
- Responsabile comunicazione e immagine: Rosario Capobianco
- Ufficio stampa: Carla De Caris, Cristina Lucarelli
- Ufficio stampa settore giovanile: Roberta Velocci
- Speaker: Pietro Di Alessandri
- Fotografo: Agenzia Komunicare, Claudia Di Lollo
- Manager del pubblico: Patrizio Pandozzi
- Webmaster: Laura di Manno

Area marketing
- Ufficio marketing: Marta Bazzanti
- Biglietteria: Ylenia Caringi, Elena Khvan
- Responsabile attività promozionale: Carlo Saccucci
- Responsabile hospitality: Marta Bazzanti

Area sanitaria
- Medico: Elvio Quaglieri
- Preparatore atletico: Giacomo Paone
- Fisioterapista: Antonio Ludovici
- Ortopedico: Raffaele Cortina
- Massaggiatore: Luigi Duro

## Rosa
| N° | Nome                      | Ruolo | Data di nascita   | Nazionalità sportiva |
| -- | ------------------------- | ----- | ----------------- | -------------------- |
| 1  | Federico Marrazzo         | P     | 12 settembre 1994 | Italia               |
| 2  | Mitchell Penning          | C     | 17 aprile 1995    | Stati Uniti          |
| 4  | Edoardo Caneschi          | C     | 26 gennaio 1997   | Italia               |
| 5  | Kupono Fey                | S     | 21 gennaio 1995   | Stati Uniti          |
| 6  | Marco Lucarelli           | S     | 19 dicembre 1996  | Italia               |
| 7  | Marco Santucci            | L     | 30 novembre 1983  | Italia               |
| 8  | Rasmus Nielsen            | O     | 22 maggio 1994    | Danimarca            |
| 9  | Mattia Rosso              | S     | 27 maggio 1985    | Italia               |
| 10 | Andrea Mattei             | C     | 23 luglio 1993    | Italia               |
| 11 | Alexander Duncan-Thibault | O     | 4 maggio 1994     | Canada               |
| 12 | Georgi Seganov            | P     | 10 giugno 1993    | Bulgaria             |
| 14 | Pierpaolo Mauti           | L     | 1º marzo 1995     | Italia               |
| 15 | Dušan Petković            | O     | 27 gennaio 1992   | Serbia               |

## Mercato
| Acquisti | Acquisti                  | Acquisti           | Acquisti   |
| R.       | Nome                      | da                 | Modalità   |
| -------- | ------------------------- | ------------------ | ---------- |
| C        | Edoardo Caneschi          | Club Italia        | definitivo |
| O        | Alexander Duncan-Thibault | York               | definitivo |
| S        | Kupono Fey                | Hawaii             | definitivo |
| O        | Rasmus Nielsen            | Powervolley Milano | definitivo |
| C        | Mitchell Penning          | Pepperdine         | definitivo |
| O        | Dušan Petković            | Al-Rayyan          | definitivo |

| Cessioni | Cessioni            | Cessioni          | Cessioni   |
| R.       | Nome                | a                 | Modalità   |
| -------- | ------------------- | ----------------- | ---------- |
| L        | Marco Corsetti      | Olimpia Galatina  | definitivo |
| S        | Francesco De Marchi | Massa             | definitivo |
| C        | Svetoslav Gocev     | Tours             | definitivo |
| S        | Denis Kalinin       | Dinamo Mosca      | definitivo |
| O        | Radzivon Miskevič   | Ural              | definitivo |
| C        | Matteo Sperandio    | Padova            | definitivo |
| S        | Nicola Tiozzo       | Civita Castellana | definitivo |

## Risultati

### Superlega

#### Girone di andata
| 1ª giornata - 15 ottobre 2017 Palazzetto dello Sport, Monza             | Milano             | 3 - 1 | Argos              | 17-25, 25-17, 25-16, 25-21        |
| 2ª giornata - 22 ottobre 2017 Palasport Città di Frosinone, Frosinone   | Argos              | 0 - 3 | Modena             | 22-25, 23-25, 22-25               |
| 3ª giornata - 25 ottobre 2017 Palasport Città di Frosinone, Frosinone   | Argos              | 2 - 3 | Top Volley Latina  | 15-25, 13-25, 25-19, 25-23, 9-15  |
| 4ª giornata - 29 ottobre 2017 PalaDeAndré, Ravenna                      | Porto Robur Costa  | 3 - 0 | Argos              | 25-18, 25-18, 25-18               |
| 5ª giornata - 1º novembre 2017 PalaSanLazzaro, Padova                   | Padova             | 3 - 0 | Argos              | 25-22, 25-13, 25-23               |
| 6ª giornata - 5 novembre 2017 Palasport Città di Frosinone, Frosinone   | Argos              | 1 - 3 | Sir Safety Perugia | 20-25, 26-28, 25-21, 21-25        |
| 7ª giornata - 12 novembre 2017 PalaCivitanova, Civitanova Marche        | Lube               | 3 - 0 | Argos              | 25-21, 25-16, 25-15               |
| 8ª giornata - 19 novembre 2017 Palasport Città di Frosinone, Frosinone  | Argos              | 0 - 3 | BluVolley Verona   | 20-25, 27-29, 23-25               |
| 9ª giornata - 26 novembre 2017 PalaPiantanida, Busto Arsizio            | Powervolley Milano | 3 - 0 | Argos              | 25-21, 25-19, 25-20               |
| 10ª giornata - 3 dicembre 2017 Palasport Città di Frosinone, Frosinone  | Argos              | 1 - 3 | Piacenza           | 17-25, 21-25, 25-23, 23-25        |
| 11ª giornata - 8 dicembre 2017 PalaFlorio, Bari                         | New Mater          | 2 - 3 | Argos              | 25-21, 22-25, 26-28, 25-18, 17-19 |
| 12ª giornata - 13 dicembre 2017 Palasport Città di Frosinone, Frosinone | Argos              | 1 - 3 | Trentino           | 13-25, 19-25, 25-18, 22-25        |
| 13ª giornata - 26 dicembre 2017 PalaValentia, Vibo Valentia             | Callipo            | 0 - 3 | Argos              | 21-25, 19-25, 20-25               |

#### Girone di ritorno
| 1ª giornata - 30 dicembre 2017 PalaPolsinelli, Sora    | Argos              | 0 - 3 | Milano             | 25-27, 17-25, 20-25               |
| 2ª giornata - 4 gennaio 2018 PalaPanini, Modena        | Modena             | 3 - 1 | Argos              | 25-27, 25-15, 25-20, 25-20        |
| 3ª giornata - 7 gennaio 2018 PalaBianchini, Latina     | Top Volley Latina  | 3 - 0 | Argos              | 25-19, 25-22, 25-20               |
| 4ª giornata - 10 gennaio 2018 PalaPolsinelli, Sora     | Argos              | 2 - 3 | Porto Robur Costa  | 36-34, 16-25, 22-25, 25-20, 12-15 |
| 5ª giornata - 14 gennaio 2018 PalaPolsinelli, Sora     | Argos              | 1 - 3 | Padova             | 23-25, 28-30, 25-23, 21-25        |
| 6ª giornata - 21 gennaio 2018 PalaEvangelisti, Perugia | Sir Safety Perugia | 3 - 0 | Argos              | 25-18, 25-23, 26-24               |
| 7ª giornata - 4 febbraio 2018 PalaPolsinelli, Sora     | Argos              | 0 - 3 | Lube               | 13-25, 20-25, 19-25               |
| 8ª giornata - 7 febbraio 2018 PalaOlimpia, Verona      | BluVolley Verona   | 3 - 1 | Argos              | 23-25, 25-20, 27-25, 31-29        |
| 9ª giornata - 11 febbraio 2018 PalaPolsinelli, Sora    | Argos              | 0 - 3 | Powervolley Milano | 22-25, 22-25, 16-25               |
| 10ª giornata - 18 febbraio 2018 PalaBanca, Piacenza    | Piacenza           | 3 - 1 | Argos              | 25-12, 25-21, 21-25, 25-22        |
| 11ª giornata - 22 febbraio 2018 PalaPolsinelli, Sora   | Argos              | 3 - 1 | New Mater          | 21-25, 25-20, 25-20, 25-16        |
| 12ª giornata - 25 febbraio 2018 PalaTrento, Trento     | Trentino           | 3 - 0 | Argos              | 25-15, 27-25, 25-21               |
| 13ª giornata - 4 marzo 2018 PalaPolsinelli, Sora       | Argos              | 3 - 1 | Callipo            | 25-19, 25-21, 22-25, 26-24        |

#### Play-off 5º posto
| Ottavi di finale (gara 1) - 11 marzo 2018 PalaValentia, Vibo Valentia | Callipo | 3 - 1 | Argos   | 25-23, 12-25, 25-18, 25-20        |
| Ottavi di finale (gara 2) - 18 marzo 2018 PalaPolsinelli, Sora        | Argos   | 3 - 1 | Callipo | 25-14, 8-25, 25-23, 25-20         |
| Ottavi di finale (gara 3) - 25 marzo 2018 PalaValentia, Vibo Valentia | Callipo | 3 - 2 | Argos   | 15-25, 20-25, 25-18, 25-16, 15-12 |

### Coppa Italia
| Sedicesimi di finale - 4 ottobre 2017 Palasport Città di Frosinone, Frosinone | Argos | 0 - 3 | Powervolley Milano | 18-25, 24-26, 19-25 |

## Statistiche

### Statistiche di squadra
| Competizione | Punti | In casa | In casa | In casa | In trasferta | In trasferta | In trasferta | Totale | Totale | Totale |
| Competizione | Punti | G       | V       | P       | G            | V            | P            | G      | V      | P      |
| ------------ | ----- | ------- | ------- | ------- | ------------ | ------------ | ------------ | ------ | ------ | ------ |
| Superlega    | 13    | 14      | 3       | 11      | 15           | 2            | 13           | 29     | 5      | 24     |
| Coppa Italia | -     | 1       | 0       | 1       | 0            | 0            | 0            | 1      | 0      | 1      |
| Totale       | -     | 15      | 3       | 12      | 15           | 2            | 13           | 30     | 5      | 25     |

G = partite giocate; V = partite vinte; P = partite perse

### Statistiche dei giocatori
| Giocatore          | Superlega | Superlega | Superlega | Superlega | Superlega | Coppa Italia | Coppa Italia | Coppa Italia | Coppa Italia | Coppa Italia | Totale | Totale | Totale | Totale | Totale |
| Giocatore          | P         | PT        | AV        | MV        | BV        | P            | PT           | AV           | MV           | BV           | P      | PT     | AV     | MV     | BV     |
| ------------------ | --------- | --------- | --------- | --------- | --------- | ------------ | ------------ | ------------ | ------------ | ------------ | ------ | ------ | ------ | ------ | ------ |
| E. Caneschi        | 29        | 160       | 106       | 39        | 15        | 1            | 4            | 2            | 0            | 2            | 30     | 164    | 108    | 39     | 17     |
| A. Duncan-Thibault | 9         | 32        | 25        | 3         | 4         | 1            | 2            | 2            | 0            | 0            | 10     | 34     | 27     | 3      | 4      |
| K. Fey             | 28        | 69        | 63        | 4         | 2         | 1            | 3            | 3            | 0            | 0            | 29     | 72     | 66     | 4      | 2      |
| M. Lucarelli       | 5         | 2         | 2         | 0         | 0         | 1            | 0            | 0            | 0            | 0            | 6      | 2      | 2      | 0      | 0      |
| F. Marrazzo        | 21        | 15        | 2         | 3         | 10        | 0            | 0            | 0            | 0            | 0            | 21     | 15     | 2      | 3      | 10     |
| A. Mattei          | 29        | 144       | 90        | 37        | 17        | 1            | 6            | 4            | 0            | 2            | 30     | 150    | 94     | 37     | 19     |
| P. Mauti           | 17        | 0         | 0         | 0         | 0         | 0            | 0            | 0            | 0            | 0            | 17     | 0      | 0      | 0      | 0      |
| R. Nielsen         | 29        | 310       | 270       | 16        | 24        | 1            | 0            | 0            | 0            | 0            | 30     | 310    | 270    | 16     | 24     |
| M. Penning         | 14        | 8         | 7         | 0         | 1         | 0            | 0            | 0            | 0            | 0            | 14     | 8      | 7      | 0      | 1      |
| D. Petković        | 28        | 528       | 481       | 19        | 28        | 1            | 14           | 11           | 1            | 2            | 29     | 542    | 492    | 20     | 30     |
| M. Rosso           | 29        | 211       | 188       | 11        | 12        | 1            | 9            | 8            | 1            | 0            | 30     | 220    | 196    | 12     | 12     |
| M. Santucci        | 24        | 0         | 0         | 0         | 0         | 1            | 0            | 0            | 0            | 0            | 25     | 0      | 0      | 0      | 0      |
| G. Seganov         | 29        | 73        | 30        | 18        | 25        | 1            | 3            | 1            | 1            | 1            | 30     | 76     | 31     | 19     | 26     |

P = presenze; PT = punti totali; AV = attacchi vincenti; MV = muri vincenti; BV = battute vincenti